# Município de Varamin

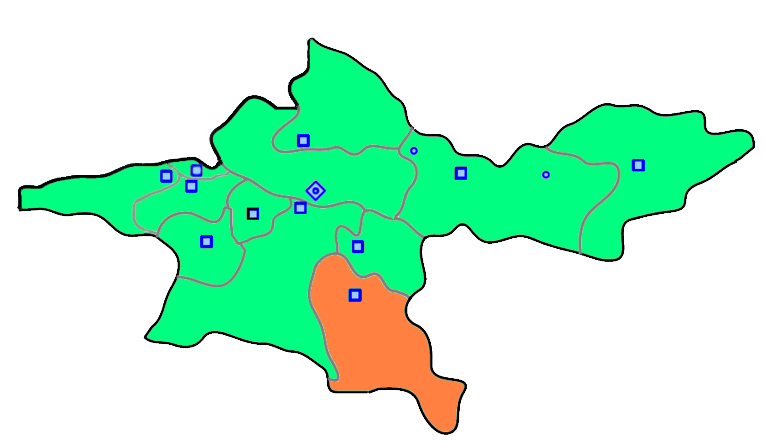
Localização do condado na província de Teerã

O município de Varamin (em persa: ورامین) é um município da província de Teerã, no Irã. Sua capital é a cidade de Varamin.